# Hrvatski nogometni kup
Hrvatski nogometni kup er en årlig national fodboldturnering i Kroatien, der bliver arrangeret af Kroatiens fodboldforbund. Turneringen spilles efter cupprincippet og vinderen kåres som kroatisk cupmester. Turneringen har været afholdt hvert år siden 1992, og vinderen af turneringen tildeles en plads i 2. kvalifikationsrunde til UEFA Europa League.
Turneringen blev afholdt for første gang i 1992, som var året efter at Kroatien blev selvstændigt fra SFR Jugoslavien. Slutspillet i turneringen, der er fra kvartfinalerne frem til finalen, spilles over to kampe (hjemme/ude).
Det mest vindende hold pr. 2013 er GNK Dinamo Zagreb med 12 titler. Den kroatiske supercup, Hrvatski nogometni superkup, er ligeledes blevet afholdt siden 1992, der spilles mellem vinderen af Prva HNL (den kroatiske liga) og vinderen af Hrvatski nogometni kup.

## Vindere
| - 1992: NK Inter Zaprešić - 1992/1993: HNK Hajduk Split - 1993/1994: GNK Dinamo Zagreb - 1994/1995: HNK Hajduk Split - 1995/1996: GNK Dinamo Zagreb - 1996/1997: GNK Dinamo Zagreb - 1997/1998: GNK Dinamo Zagreb - 1998/1999: NK Osijek - 1999/2000: HNK Hajduk Split - 2000/2001: GNK Dinamo Zagreb - 2001/2002: GNK Dinamo Zagreb - 2002/2003: HNK Hajduk Split | - 2003/2004: GNK Dinamo Zagreb - 2004/2005: HNK Rijeka - 2005/2006: HNK Rijeka - 2006/2007: GNK Dinamo Zagreb - 2007/2008: GNK Dinamo Zagreb - 2008/2009: GNK Dinamo Zagreb - 2009/2010: HNK Hajduk Split - 2010/2011: GNK Dinamo Zagreb - 2011/2012: GNK Dinamo Zagreb - 2012/2013: HNK Hajduk Split |